# Difusor (termodinámica)
Un difusor es un dispositivo para la reducción de la velocidad y el aumento de la presión estática de un fluido que pasa a través de un sistema". La presión estática del líquido pasa a través de un conducto que comúnmente se conoce como recuperación de la presión. En contraste, una boquilla es utilizada con la intención de aumentar la velocidad de descarga y la presión más baja, mientras que la dirección del flujo corre en una dirección particular.
Los efectos de fricción durante el periodo de análisis a veces puede ser importante, pero generalmente se los descuida. Los conductos que contengan fluidos que fluyen a baja velocidad, generalmente pueden ser analizados usando el principio de Bernoulli. El análisis de los conductos que fluye a mayor velocidad con "números mach" en exceso de 0.3, generalmente requieren relaciones de flujo compresible.
Un típico difusor subsónico es un conducto que aumenta de tamaño en la dirección del flujo. Como el conducto aumenta de tamaño, la velocidad del fluido disminuye y la presión estática se eleva. 
Tanto la tasa de flujo de masa y el principio de Bernoulli son responsables de estos cambios en la presión y la velocidad.

## Difusores supersónicos
Un difusor supersónico es un conducto que disminuye de tamaño en la dirección del flujo. Como el conducto disminuye en tamaño, la temperatura del fluido, la presión, densidad aumenta, mientras que la velocidad disminuye. El flujo compresible es responsable de estos cambios en la presión, la velocidad, la densidad y la temperatura. Las ondas de choque pueden también jugar un papel importante en un difusor supersónico.

## HVAC

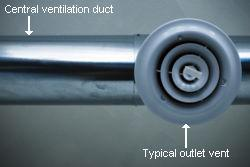
Una ronda de difusor en un sistema HVAC

Los difusores son muy comunes en los sistemas de calefacción, ventilación y aire acondicionado. Los difusores son utilizados en ambos, todo-aire y aire-agua de los sistemas de HVAC, como parte de la sala de distribución de aire de los subsistemas, y sirven a varios propósitos:
- Para dispensar el acondicionado y la ventilación de aire
- Distribuir uniformemente el flujo de aire en la dirección deseada
- Para mejorar la mezcla de aire de la habitación, cuando el aire primario está siendo descargado
- A menudo, a causa del chorro de aire(s) sirve para adjuntar a un techo u otra superficie, aprovechando el efecto Coandă
- Para crear la baja velocidad de circulación de aire en la parte ocupada de la habitación
- Realizar el anterior mientras que se produce la cantidad mínima de ruido

Cuando sea posible, amortiguadores, extractores, y otros dispositivos de control de flujo no deben colocarse cerca de los difusores de entradas (cuello), no se utilizan en absoluto por el hecho de estar lejos cause arriba. Se han demostrado para aumentar dramáticamente la producción de ruido. Un catalogado difusor de rendimiento, en un tramo recto de conducto son necesarios para servir a un difusor. Un codo, o doblada de conducto flexible (justo antes del difusor) a menudo conducen a una mala distribución del aire y el aumento de ruido.
Los difusores pueden ser de forma redonda, rectangular, o de ranura lineal.
Ocasionalmente, los difusores se usan generalmente en forma inversa, como entradas de aire o devoluciones. Pero más comúnmente, las rejillas se utilizan como retorno o de escape de las entradas de aire.